# Igreja de Nossa Senhora da Conceição (Conceição de Tavira)
A Igreja de Nossa Senhora da Conceição é uma igreja situada em Conceição de Tavira, no Município de Tavira, em Portugal.

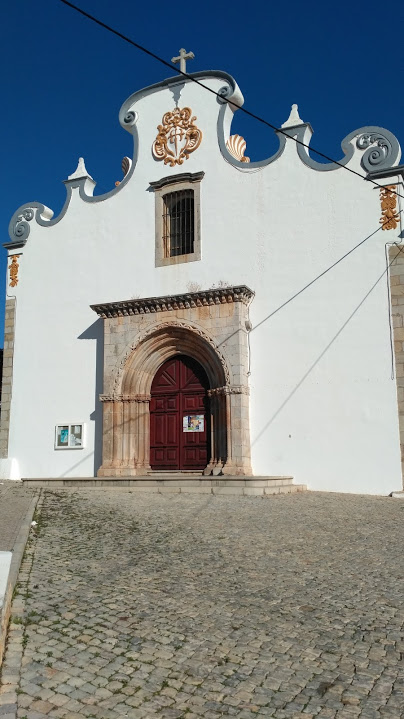
Vista da fachada frontal da igreja

Este templo cristão dedicado a Nossa Senhora da Conceição remonta ao princípio do século XVI. Erigida junto de um curso de água (O Ribeiro da Canada) em terrenos que tinham sido concedidos à Ordem de Santiago, identificados pelo topónimo Gomeira, pelo menos desde a data do Foral de Afonso III a Tavira.
O seu portal manuelino remontará à edificação original, quando a igreja teria apenas uma nave. Mais tarde, no século XVIII a igreja foi alargada e acrescentadas mais duas naves.
A sua fachada tem bem evidente o selo da Ordem de Santiago, prova da concessão régia daquelas terras à dita Ordem. O seu pórtico, tipicamente manuelino, apresenta várias arquivoltas  sendo decorado por motivos relacionados com colheitas, apresentando ainda figuras mais relacionadas com o estilo gótico como dragões e carrancas.

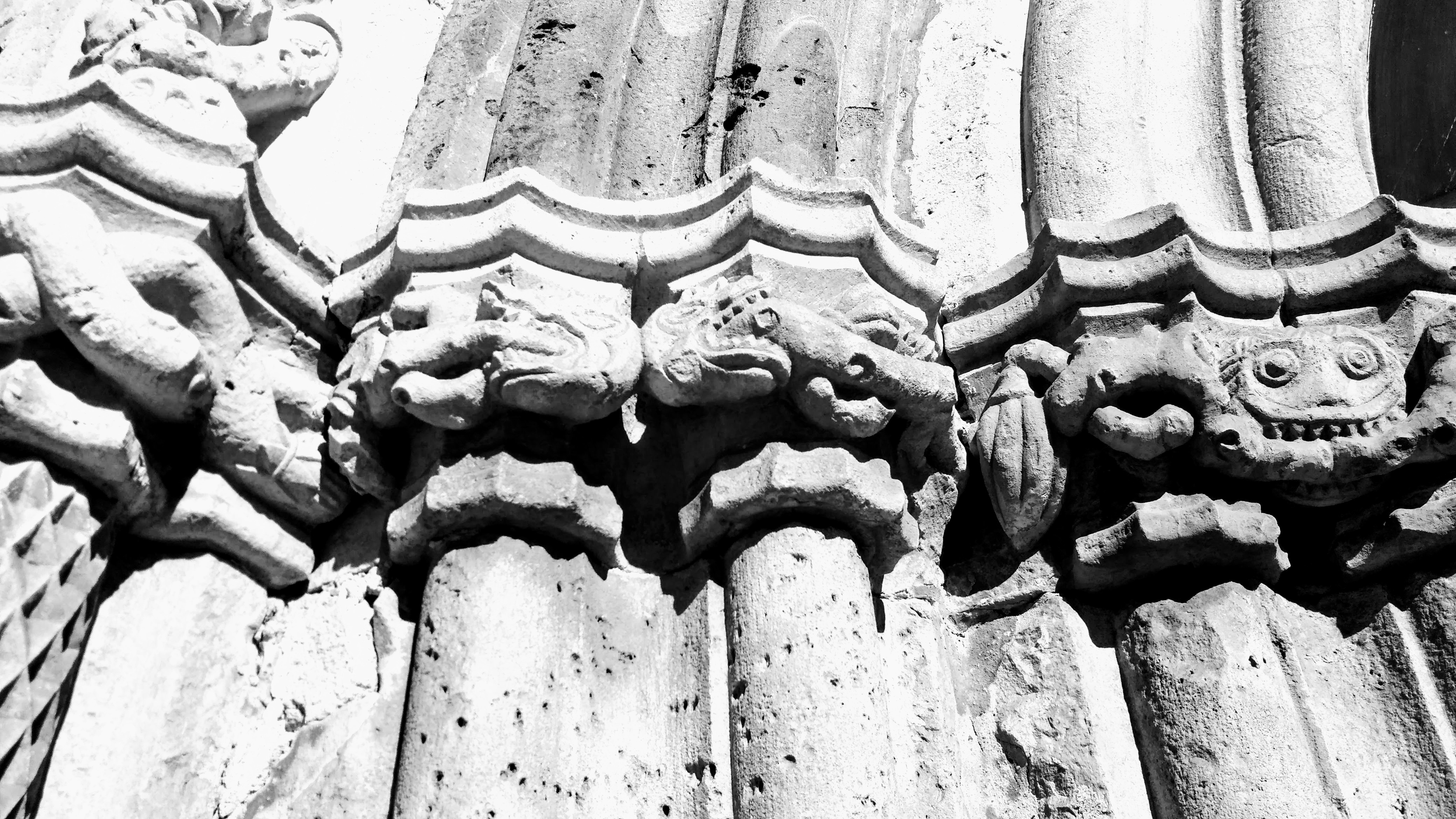
Friso Gótico transversal às arquivoltas do pórtico manuelino da igreja

O primeiro relato da existência da igreja (na altura uma ermida) refere-se à visitação de representantes da  Ordem de Santiago remonta a 1518.